# فودافون قطر
فودافون قطر هي شركة تابعة لشركة فودافون البريطانية، تم إنشائها سنة 2011 وهي ثاني أكبر مشغل للهواتف الذكية في دولة قطر بعد شركة أوريدو القطرية وهي واحدة من أكبر شركات الهواتف الذكية في الشرق الأوسط.[بحاجة لمصدر]

## قطاعاتها
لشركة فودافون قطر العديد من القطاعات، لعل أبرزها قطاع يسمى قطاع الابتكار والخدمات الاكترونية وهذا القطاع هو المسؤل عن كل الأجهزة التي تتوفر في الفروع ويديره خليفة الهارون، كما تتوفر على مبنى أو محل يسمى الصفوة وهو مقر الشركة في الدوحة عاصمة قطر، وتضم شركة فودافون قطر الكثير من الفعاليات والتطبيقات والمسابقات الدولية والمحلية، كما للشركة فرعان داخل قطر وهما في مدينتان فقط الريان والوكرة.